# 光明路街道 (枣庄市)
光明路街道，是中华人民共和国山東省枣庄市市中区下辖的一个乡镇级行政单位。

## 行政区划
光明路街道下辖以下地区：
利民社区、石碑社区、周庄社区、东龙头社区、东盛社区、岳楼村、官地村、田屯村、东各塔埠村、佟楼村、雷村、丁庄村、东山阴村、田庄村、十里泉村、陈庄农村社区村、沙河子农村社区村、西各塔埠农村社区村和涝坡农村社区村。